# Eustrotia reniformis
Eustrotia reniformis är en fjärilsart som beskrevs av Embrik Strand 1917. Eustrotia reniformis ingår i släktet Eustrotia och familjen nattflyn. Inga underarter finns listade i Catalogue of Life.